# Collie Buddz (album)
Pour les articles homonymes, voir Collie Buddz.
Collie Buddz est le premier album de l'artiste de reggae Collie Buddz. Il est sorti le 3 juillet 2007 aux États-Unis.
Lors de sa première semaine de vente, l'album s'est vendu à 10 825 exemplaires, atteignant ainsi la 68e position du Billboard 200.
La chanson "My Everything" reprend la melodie de "Let's Dance" de David Bowie.

## Liste des pistes
| #  | Titres                   | Producteurs                                                 | Artistes collaborateurs | Compositeurs | Durée |
| -- | ------------------------ | ----------------------------------------------------------- | ----------------------- | --- | ----- |
| 1  | "Come Around"            | Crown N Kah.So.Real                                         |                         | Harper, Colin "Collie Buddz"/Williams, Dacosta/Madden, David/Pinkney, Dwight/Hammond, Hugh B/Harper, Matthew "Smokey" | 3:41  |
| 2  | "Blind To You"           | Dwayne "Supa Dups" Chin-Quee                                |                         | Chin-Quee, Dwayne "Supa Dups"/Harper, Colin "Collie Buddz"                                                            | 3:47  |
| 3  | "Defend Your Own"        | Stephen "Da Genious" McGreggor                              | Krayzie Bone            | Bonsu, Patrick/Harper, Colin "Collie Buddz"/McGregor, Stephen                                                         | 3:54  |
| 4  | "Tomorrow's Another Day" | Dwayne "Supa Dups" Chin-Quee                                |                         | Chin-Quee, Dwayne "Supa Dups"/Harper, Colin "Collie Buddz"/Khan, Mitchun                                              | 3:15  |
| 5  | "Mamacita"               | Daron Jones                                                 |                         | Harper, Colin "Collie Buddz"/Keith, Michael/Lyttle, Lescott/Hennings, Arnold/Jones, Daron/Pr/Harper, Matthew "Smokey" | 3:14  |
| 6  | "Wild Out"               | Jammy "Jam 2" James                                         |                         | Edwards, Colin "Demarco"/Harper, Colin "Collie Buddz"/James, Jammy "Jam 2"                                            | 2:36  |
| 7  | "She's Lonely"           | Shea Taylor                                                 | Yung Berg               | Harper, Colin "Collie Buddz"/Taylor, Shea/Ward, Christian "Yung Berg"                                                 | 3:06  |
| 8  | "What a Feeling"         | Screwface                                                   | Paul Wall               | Harper, Colin "Collie Buddz"/Slayton, Paul Michael/Charles, Albert/Harper, Matthew "Smokey"                           | 4:31  |
| 9  | "Movin' On"              | Bang Out                                                    |                         | Harper, Colin "Collie Buddz"/Pitts, Phil/Harper, Matthew "Smokey"                                                     | 3:37  |
| 10 | "Sensimilla"             | Dwayne "Supa Dups" Chin-Quee, co-produced by M. "Khan" Chin | Roache                  | Chin-Quee, Dwayne "Supa Dups"/Harper, Colin "Collie Buddz"/Khan, Mitchun/Harper, Matthew "Smokey"                     | 3:27  |
| 11 | "Let Me Know"            | Bobby Konders                                               |                         | Harper, Colin "Collie Buddz"/Listrani, Nick/Konders, Bobby                                                            | 3:06  |
| 12 | "My Everything"          | Curtis Lynch                                                |                         | Harper, Colin "Collie Buddz"/Jones, David Robert                                                                      | 2:42  |
| 13 | "Love Deh"               | Bobby Konders                                               |                         | Harper, Colin "Collie Buddz"/Konders, Bobby/Myrie, Ricky                                                              | 3:06  |